# Sierp i młot (film 1921)
Sierp i młot, ros. Серп и молот, Sierp i mołot; inne nazwy: Dwie rodziny (ros. Две семьи, Dwie siemji), Podczas trudnych dni (ros. В трудные дни, W trudnyje dni) – film radziecki w reżyserii Władimira Gardina i Wsiewołoda Pudowkina z 1921 roku. Pierwsza część filmu została utracona.

## Historia filmu
Po rewolucji październikowej kinematografia rosyjska miała za zadanie spełniać oczekiwania władz bolszewickich. Sierp i młot był jednym z pierwszych takich filmów. Został nakręcony w wytwórni Kinoszkoła (Киношкола) i Wsierossijskij fotokinootdieł (Всероссийский фотокиноотдел). Fabuła filmu oparta została na schemacie, który z czasem zaczęto stosować jako wzorzec w radzieckiej kinematografii: biedny parobek dołącza do armii, by walczyć za ideały rewolucji. 
Pierwsza część filmu nie zachowała się.

## Fabuła
Ubogi chłop Iwan Gorbow ma dwójkę dzieci: córkę Agaszę i syna Piotra. Mieszkają na wsi pod Moskwą. Agasza wpada w oko synowi miejscowego kułaka – Zachara Kriwcowa. Córce Gorbowa podoba się jednak parobek jej ojca – Andriej Krasnow. Jest niepokorny, za to zostaje wygnany przez Gorbowa. Interesy chłopa idą źle, dlatego Agasza, Piotr i Andriej opuszczają wieś i wyruszają na poszukiwania pracy do Moskwy. Andriej dostaje się do brygady zaopatrzeniowej i poślubia Agaszę.
Wybucha pierwsza wojna światowa, potem rewolucja. Małżonkowie na długo rozstają się, gdy Andriej zaciąga się do wojska, a później przyłącza się do rewolucjonistów. Agasza jest w ciąży, ale traci dziecko i powraca na wieś. 

## Obsada
Gospodarstwo Iwana Gorbowa
- Aleksandr Gromow (Александр Громов) – ubogi chłop Iwan Gorbow
- Andriej Gorczilin (Андрей Горчилин) – Piotr Gorbow, syn Iwana
- N. Zubowa (Н. Зубова) – Agasza, córka Iwana
- Wsiewołod Pudowkin – Andriej Krasnow, parobek Iwana Gorbowa

Gospodarstwo Pachoma Kriwcowa
- A. Gołowanow (А. Голованов) – kułak Pachom Kriwcow
- Nikołaj Wiszniak (Николай Вишняк) – Zachar Kriwcow, syn
- N. Bielakow (Н. Беляков) – syn
- J. Biedunkiewicz (Е. Бедункевич) – córka
- J. Kawierina (Е. Каверина) – córka
- Anna Czekułajewa (Анна Чекулаева) – córka
- M. Kudielko (М. Куделько) – córka

Inni
- Fieofan Szypulinski (Феофан Шипулинский) – pop
- Siergiej Komarow (Сергей Комаров) – kierownik brygady zaopatrzeniowej

## Twórcy filmu
- Władimir Gardin – reżyser
- Wsiewołod Pudowkin – reżyser
- Andriej Gorczilin (Андрей Горчилин) – scenariusz
- Fieofan Szypulinski – scenariusz
- Eduard Tisse – zdjęcia